# Albion (Washington)
Albion is een plaats (town) in de Amerikaanse staat Washington, en valt bestuurlijk gezien onder Whitman County.

## Demografie
Bij de volkstelling in 2000 werd het aantal inwoners vastgesteld op 616.
In 2006 is het aantal inwoners door het United States Census Bureau geschat op 559, een daling van 57 (-9,3%).

## Geografie
Volgens het United States Census Bureau beslaat de plaats een oppervlakte van
1,0 km², geheel bestaande uit land. Albion ligt op ongeveer 740 m boven zeeniveau.

## Plaatsen in de nabije omgeving
De onderstaande figuur toont nabijgelegen plaatsen in een straal van 28 km rond Albion.